# Caridae
Caridae (лат.) — семейство насекомых из отряда жесткокрылых.

## Описание
Одна из самых примитивных групп жуков-долгоносиков. На 6—7 сегментах брюшка отсутствуют дыхальца. Как и других долгоносиков их характеризует головотрубка (вытянутая передняя часть головы). Фитофаги. Обычно обнаруживаются на деревьях семейства Кипарисовые (Cupressaceae). Например, жуки рода Car часто встречаются на каллитрисах (Callitris), а жуки рода Caenominurus на австроцедрусах (Austrocedrus) и пильгеродендронах (Pilgerodendron).

## Систематика
4 рода и около 7 видов. Некоторые энтомологи включали в это семейство ископаемых долгоносиков рода Eccoptarthrus (отсюда предлагаемое новое имя для семейства «Eccoptarthridae», как более старшее). Однако в научном сообществе это предложение не получило признания у большинства колеоптерологов. Палеоэнтомологи включают это семейство в качестве подсемейства в состав семейства итицериды.
- Caenominurus Voss, 1966 — Южная Америка
- Car Blackburn, 1897 — Австралия
- Carodes Zimmerman, 1994 — Австралия
- Crowsonicar Legalov, 2013 — Австралия
- Chilecar Kuschel, 1992 — Южная Америка
- †Albicar contriti — меловой период, Испания